# Minicoy
Minicoy è una città censuaria indiana di 9.495 abitanti, situata nello stato federato delle Laccadive. In base al numero di abitanti la città rientra nella classe V (da 5.000 a 9.999 persone).

## Geografia fisica
La città è situata a 8° 17' 50 N e 73° 03' 40 E al livello del mare e si trova sull'isola di Minicoy.

## Storia
Minicoy appartenne al sultanato delle Maldive dal 1652 al 1753.

## Società

### Evoluzione demografica
Al censimento del 2001 la popolazione di Minicoy assommava a 9.495 persone, delle quali 4.616 maschi e 4.879 femmine. I bambini di età inferiore o uguale ai sei anni assommavano a 1.129, dei quali 571 maschi e 558 femmine. Infine, coloro che erano in grado di saper almeno leggere e scrivere erano 7.781, dei quali 3.855 maschi e 3.926 femmine.